# Coppa Volpi

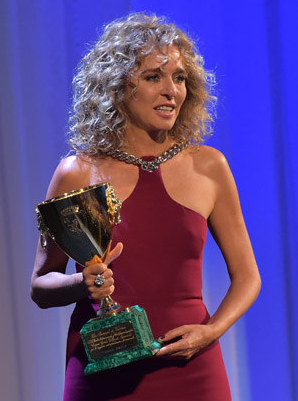
Valeria Golino, mit der 2015 gewonnenen Coppa Volpi als Beste Darstellerin für Per amor vostro

Die Coppa Volpi (deutsch „Volpi-Pokal“) ist ein Preis, der bei den jährlich stattfindenden Filmfestspielen von Venedig verliehen wird. Die Auszeichnung wird in Anerkennung an die beste schauspielerische Leistung eines Darstellers und einer Darstellerin in einem Wettbewerbsfilm vergeben und wurde bei der dritten Austragung des Filmfestivals im Jahr 1935 erstmals verliehen. Zuvor waren bereits 1932 und 1934 unbetitelte Darstellerauszeichnungen an Fredric March (Dr. Jekyll und Mr. Hide) und Helen Hayes (Die Sünde der Madelon Claudet) bzw. Wallace Beery (Schrei der Gehetzten) und Katharine Hepburn (Vier Schwestern) verliehen worden. Bei der letzten Preisverleihung im Jahr 2022 waren die später Oscar-nominierten Darsteller Cate Blanchett (Tár) und Colin Farrell (The Banshees of Inisherin) erfolgreich.
Die Coppa Volpi ist nach Giuseppe Volpi (1877–1947) benannt, einem italienischen Unternehmer und Politiker, der Präsident der Biennale di Venezia und Mitbegründer der Filmfestspiele von Venedig war. Die Preisträger erhalten als Siegestrophäe einen vergoldeten Pokal, der vom Wappen der Stadt Venedig geziert wird.

## Preisträger
Bis 2019 am häufigsten mit dem Darstellerpreis ausgezeichnet wurden US-amerikanische Schauspieler und Schauspielerinnen (34 Siege, inkl. Auszeichnungen für Nebendarsteller und Schauspielensemble), gefolgt von ihren Kollegen aus Frankreich (26), Italien (22) und Großbritannien (18). Je zweimal die Coppa Volpi erhielten die Franzosen Jean Gabin (1951 und 1954) und Isabelle Huppert (1988 und 1995), der Japaner Toshirō Mifune (1961 und 1965), die US-Amerikaner Shirley MacLaine (1960 und 1988) und Sean Penn (1998 und 2003), der Spanier Javier Bardem (2000 und 2004), die Italienerin Valeria Golino (1986 und 2015) und die australisch-amerikanische Schauspielerin Cate Blanchett (2007 und 2022). Umstritten war die Juryentscheidung von 1997, als der Sieg Victoire Thivisols als beste Darstellerin bekanntgegeben wurde. Die Französin war bei den Dreharbeiten zu Jacques Doillons Drama Ponette vier Jahre alt, was eine Diskussion um den Einsatz von Kinddarstellern im Film nach sich zog. Bis heute ist Thivisol die jüngste Gewinnerin der Coppa Volpi.
Künstler aus dem deutschsprachigen Film waren erstmals 1935 bzw. 1937 erfolgreich, als sich die Österreicherin Paula Wessely (Episode) und der Deutsche Emil Jannings (Der Herrscher) gegen die Konkurrenz durchsetzten. Als letzte deutsche Gewinner konnten sich Katja Riemann und Michael Fassbender in die Siegerlisten eintragen, die 2003 und 2011 für Rosenstraße bzw. Shame ausgezeichnet wurden.
Zwischen 1993 und 1996 wurde zudem die Coppa Volpi in den Kategorien bester Nebendarsteller und beste Nebendarstellerin, 1993 einmalig ein Darstellerpreis für das beste Schauspielensemble verliehen.

### Bester Darsteller
Bis 2019 wurden 22 Mal Schauspieler aus den Vereinigten Staaten prämiert, gefolgt von ihren Kollegen aus Frankreich und Italien (je 10 Siege) sowie Großbritannien (9).
| Jahr       | Preisträger                                            | Film                                                       | Deutscher Titel                                              |
| ---------- | ------------------------------------------------------ | ---------------------------------------------------------- | ------------------------------------------------------------ |
| 1935       | Pierre Blanchar                                        | Crime et châtiment                                         | Schuld und Sühne                                             |
| 1936       | Paul Muni                                              | The Story of Louis Pasteur                                 | Louis Pasteur                                                |
| 1937       | Emil Jannings                                          | Der Herrscher                                              | Der Herrscher                                                |
| 1938       | Leslie Howard                                          | Pygmalion                                                  | Pygmalion                                                    |
| 1939– 1940 | Preis nicht vergeben                                   | Preis nicht vergeben                                       | Preis nicht vergeben                                         |
| 1941       | Ermete Zacconi                                         | Don Buonaparte                                             | k. A.                                                        |
| 1942       | Fosco Giachetti                                        | Bengasi                                                    | k. A.                                                        |
| 1943– 1946 | Preis nicht vergeben                                   | Preis nicht vergeben                                       | Preis nicht vergeben                                         |
| 1947       | Pierre Fresnay                                         | Monsieur Vincent                                           | Monsieur Vincent                                             |
| 1948       | Ernst Deutsch                                          | Der Prozeß                                                 | Der Prozeß                                                   |
| 1949       | Joseph Cotten                                          | Portrait of Jennie                                         | Jenny                                                        |
| 1950       | Sam Jaffe                                              | The Asphalt Jungle                                         | Asphalt Dschungel                                            |
| 1951       | Jean Gabin                                             | La nuit est mon royaume                                    | Die Nacht ist mein Reich                                     |
| 1952       | Fredric March                                          | Death of a Salesman                                        | Der Tod eines Handlungsreisenden                             |
| 1953       | Henri Vilbert                                          | Le Bon Dieu sans confession                                | k. A.                                                        |
| 1954       | Jean Gabin                                             | L’air de Paris                                             | Die Luft von Paris                                           |
| 1954       | Jean Gabin                                             | Touchez pas au grisbi                                      | Wenn es Nacht wird in Paris                                  |
| 1955       | Kenneth More                                           | The Deep Blue Sea                                          | Lockende Tiefe                                               |
| 1955       | Curd Jürgens                                           | Les héros sont fatigués                                    | Die Helden sind müde                                         |
| 1955       | Curd Jürgens                                           | Des Teufels General                                        | Des Teufels General                                          |
| 1956       | Bourvil                                                | La traversée de Paris                                      | Zwei Mann, ein Schwein und die Nacht von Paris               |
| 1957       | Anthony Franciosa                                      | A Hatful of Rain                                           | Giftiger Schnee                                              |
| 1958       | Alec Guinness                                          | The Horse’s Mouth                                          | Des Pudels Kern                                              |
| 1959       | James Stewart                                          | Anatomy of a Murder                                        | Anatomie eines Mordes                                        |
| 1960       | John Mills                                             | Tunes of Glory                                             | Einst ein Held                                               |
| 1961       | Toshirō Mifune                                         | (用心棒) Yōjimbō                                           | Yojimbo – Der Leibwächter                                    |
| 1962       | Burt Lancaster                                         | Birdman of Alcatraz                                        | Der Gefangene von Alcatraz                                   |
| 1963       | Albert Finney                                          | Tom Jones                                                  | Tom Jones – Zwischen Bett und Galgen                         |
| 1964       | Tom Courtenay                                          | King & Country                                             | King and Country – Für König und Vaterland                   |
| 1965       | Toshirō Mifune                                         | 赤ひげ (Akahige)                                           | Rotbart                                                      |
| 1966       | Jacques Perrin                                         | La busca                                                   | k. A.                                                        |
| 1966       | Jacques Perrin                                         | Un Uomo a Metà                                             | k. A.                                                        |
| 1967       | Ljubiša Samardžić                                      | Jutro                                                      | Ein serbischer Morgen                                        |
| 1968       | John Marley                                            | Faces                                                      | Gesichter                                                    |
| 1969– 1979 | Preis nicht mehr Bestandteil des offiziellen Programms | Preis nicht mehr Bestandteil des offiziellen Programms     | Preis nicht mehr Bestandteil des offiziellen Programms       |
| 1980– 1982 | Preis nicht vergeben                                   | Preis nicht vergeben                                       | Preis nicht vergeben                                         |
| 1983*      | Guy Boyd                                               | Streamers                                                  | Windhunde                                                    |
| 1983*      | George Dzundza                                         | Streamers                                                  | Windhunde                                                    |
| 1983*      | David Alan Grier                                       | Streamers                                                  | Windhunde                                                    |
| 1983*      | Mitchell Lichtenstein                                  | Streamers                                                  | Windhunde                                                    |
| 1983*      | Matthew Modine                                         | Streamers                                                  | Windhunde                                                    |
| 1983*      | Michael Wright                                         | Streamers                                                  | Windhunde                                                    |
| 1984*      | Naseeruddin Shah                                       | Paar                                                       | k. A.                                                        |
| 1985*      | Gérard Depardieu                                       | Police                                                     | Der Bulle von Paris                                          |
| 1986*      | Carlo Delle Piane                                      | Regalo di Natale                                           | Weihnachtsgeschenk                                           |
| 1987*      | James Wilby                                            | Maurice                                                    | Maurice                                                      |
| 1987*      | Hugh Grant                                             | Maurice                                                    | Maurice                                                      |
| 1988       | Don Ameche                                             | Things Change                                              | Things Change – Mehr Glück als Verstand                      |
| 1988       | Joe Mantegna                                           | Things Change                                              | Things Change – Mehr Glück als Verstand                      |
| 1989       | Marcello Mastroianni                                   | Che ora è?                                                 | Wie spät ist es?                                             |
| 1989       | Massimo Troisi                                         | Che ora è?                                                 | Wie spät ist es?                                             |
| 1990       | Oleg Borissow                                          | Единственият свидетел (Jedinstwenijat swidetel)            | k. A.                                                        |
| 1991       | River Phoenix                                          | My Own Private Idaho                                       | My Private Idaho                                             |
| 1992       | Jack Lemmon                                            | Glengarry Glen Ross                                        | Glengarry Glen Ross                                          |
| 1993       | Fabrizio Bentivoglio                                   | Un' Anima Divisa in Due                                    | Un' Anima Divisa in Due                                      |
| 1994       | Wen Jiang                                              | 阳光灿烂的日子 (Yangguang Canlan de Rizi)                  | k. A.                                                        |
| 1995       | Götz George                                            | Der Totmacher                                              | Der Totmacher                                                |
| 1996       | Liam Neeson                                            | Michael Collins                                            | Michael Collins                                              |
| 1997       | Wesley Snipes                                          | One Night Stand                                            | One Night Stand                                              |
| 1998       | Sean Penn                                              | Hurlyburly                                                 | Hurlyburly                                                   |
| 1999       | Jim Broadbent                                          | Topsy-Turvy                                                | Topsy-Turvy – Auf den Kopf gestellt                          |
| 2000       | Javier Bardem                                          | Before Night Falls                                         | Before Night Falls                                           |
| 2001       | Luigi Lo Cascio                                        | Luce dei miei occhi                                        | Licht meiner Augen                                           |
| 2002       | Stefano Accorsi                                        | Un viaggio chiamato amore                                  | Un Viaggio chiamato amore                                    |
| 2003       | Sean Penn                                              | 21 Grams                                                   | 21 Gramm                                                     |
| 2004       | Javier Bardem                                          | Mar adentro                                                | Das Meer in mir                                              |
| 2005       | David Strathairn                                       | Good Night, and Good Luck.                                 | Good Night, and Good Luck.                                   |
| 2006       | Ben Affleck                                            | Hollywoodland                                              | Die Hollywood-Verschwörung                                   |
| 2007       | Brad Pitt                                              | The Assassination of Jesse James by the Coward Robert Ford | Die Ermordung des Jesse James durch den Feigling Robert Ford |
| 2008       | Silvio Orlando                                         | Il papà di Giovanna                                        | Il papà di Giovanna                                          |
| 2009       | Colin Firth                                            | A Single Man                                               | A Single Man                                                 |
| 2010       | Vincent Gallo                                          | Essential Killing                                          | Essential Killing                                            |
| 2011       | Michael Fassbender                                     | Shame                                                      | Shame                                                        |
| 2012       | Philip Seymour Hoffman                                 | The Master                                                 | The Master                                                   |
| 2012       | Joaquín Phoenix                                        | The Master                                                 | The Master                                                   |
| 2013       | Themis Panou                                           | Miss Violence                                              | Miss Violence                                                |
| 2014       | Adam Driver                                            | Hungry Hearts                                              | Hungry Hearts                                                |
| 2015       | Fabrice Luchini                                        | L’hermine                                                  | L’Hermine                                                    |
| 2016       | Oscar Martínez                                         | El ciudadano ilustre                                       | Der Nobelpreisträger                                         |
| 2017       | Kamel El Basha                                         | L’insulte / قضية رقم ٢٣ (Qadiyya raqm 23)                  | Der Affront                                                  |
| 2018       | Willem Dafoe                                           | At Eternity’s Gate                                         | Van Gogh – An der Schwelle zur Ewigkeit                      |
| 2019       | Luca Marinelli                                         | Martin Eden                                                | Martin Eden                                                  |
| 2020       | Pierfrancesco Favino                                   | Padrenostro                                                | Padrenostro                                                  |
| 2021       | John Arcilla                                           | On the Job: The Missing 8                                  | On the Job: The Missing 8                                    |
| 2022       | Colin Farrell                                          | The Banshees of Inisherin                                  | The Banshees of Inisherin                                    |
| 2023       | Peter Sarsgaard                                        | Memory                                                     | Memory                                                       |
| 2024       | Vincent Lindon                                         | Jouer avec le feu                                          | k. A.                                                        |

* = Bester Darsteller des Festivals wurde nicht mit der Coppa Volpi ausgezeichnet

### Beste Darstellerin

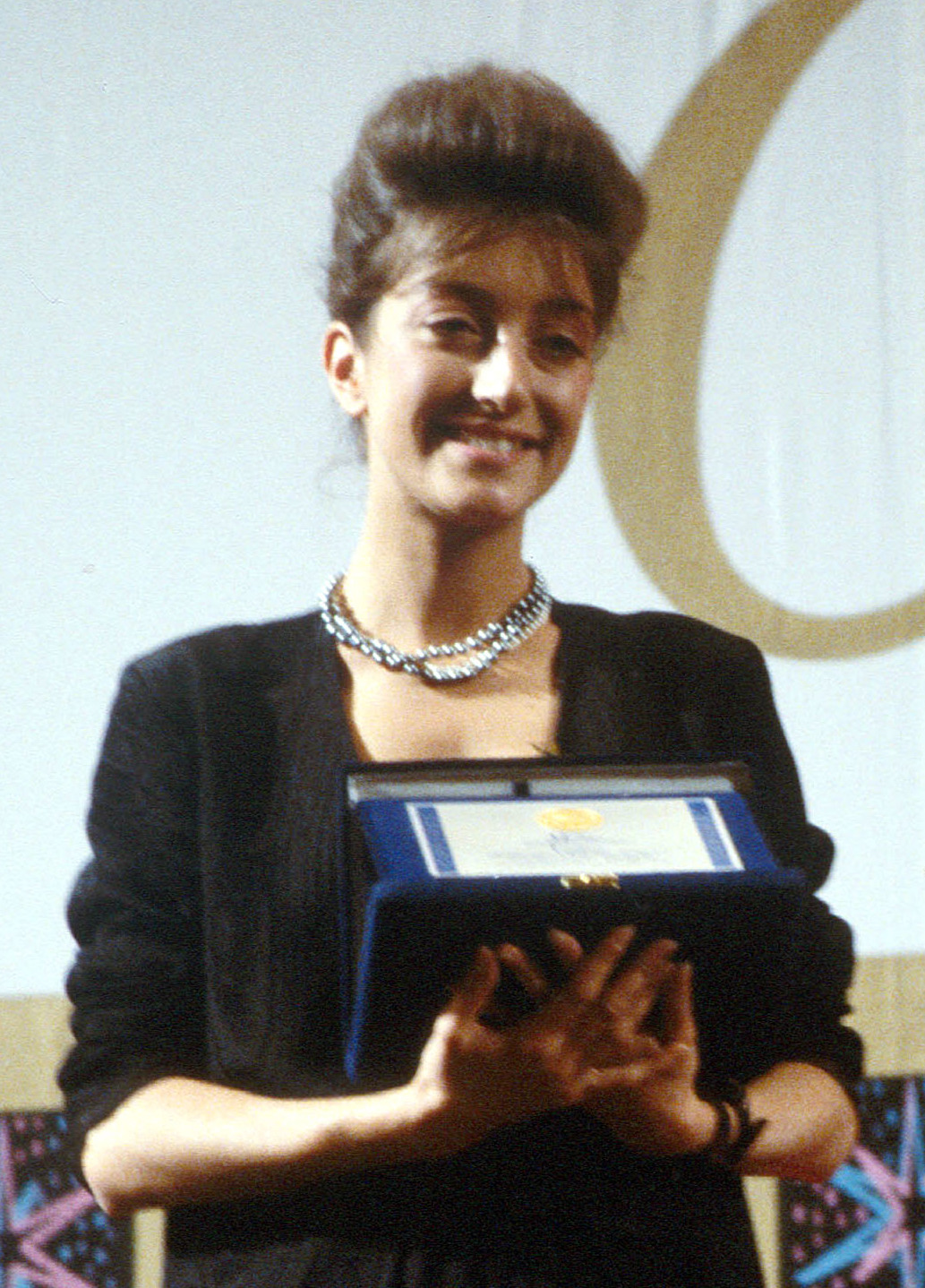
Pascale Ogier mit ihrer Auszeichnung für Vollmondnächte bei den Filmfestspielen im Jahr 1984

Bis 2019 wurden 17 Mal Schauspielerinnen aus Frankreich prämiert, gefolgt von ihren Kolleginnen aus den Vereinigten Staaten (10 Siege), Großbritannien und Italien (je 9).
| Jahr       | Preisträgerin                                          | Film                                                   | Deutscher Titel                                        |
| ---------- | ------------------------------------------------------ | ------------------------------------------------------ | ------------------------------------------------------ |
| 1935       | Paula Wessely                                          | Episode                                                | Episode                                                |
| 1936       | Annabella                                              | Veille d’armes                                         | Zwischen Abend und Morgen                              |
| 1937       | Bette Davis                                            | Marked Woman                                           | Mord im Nachtclub                                      |
| 1938       | Norma Shearer                                          | Marie Antoinette                                       | Marie-Antoinette                                       |
| 1939– 1940 | Preis nicht vergeben                                   | Preis nicht vergeben                                   | Preis nicht vergeben                                   |
| 1941       | Luise Ullrich                                          | Annelie                                                | Annelie                                                |
| 1942       | Kristina Söderbaum                                     | Die goldene Stadt                                      | Die goldene Stadt                                      |
| 1943– 1946 | Preis nicht vergeben                                   | Preis nicht vergeben                                   | Preis nicht vergeben                                   |
| 1947       | Anna Magnani                                           | L’onorevole Angelina                                   | Abgeordnete Angelina                                   |
| 1948       | Jean Simmons                                           | Hamlet                                                 | Hamlet                                                 |
| 1949       | Olivia de Havilland                                    | The Snake Pit                                          | Die Schlangengrube                                     |
| 1950       | Eleanor Parker                                         | Caged                                                  | Frauengefängnis                                        |
| 1951       | Vivien Leigh                                           | A Streetcar Named Desire                               | Endstation Sehnsucht                                   |
| 1952 ¹     | Preis nicht vergeben                                   | Preis nicht vergeben                                   | Preis nicht vergeben                                   |
| 1953       | Lilli Palmer                                           | The Four Poster                                        | Das Himmelbett                                         |
| 1954– 1955 | Preis nicht vergeben                                   | Preis nicht vergeben                                   | Preis nicht vergeben                                   |
| 1956       | Maria Schell                                           | Gervaise                                               | Gervaise                                               |
| 1957       | Dsidra Ritenbergs                                      | Malva                                                  | Malwa                                                  |
| 1958       | Sophia Loren                                           | The Black Orchid                                       | Die schwarze Orchidee                                  |
| 1959       | Madeleine Robinson                                     | A double tour                                          | Schritte ohne Spur                                     |
| 1960       | Shirley MacLaine                                       | The Apartment                                          | Das Appartement                                        |
| 1961       | Suzanne Flon                                           | Tu ne tueras point                                     | Der Kriegsverweigerer                                  |
| 1962       | Emmanuelle Riva                                        | Thérèse Desqueyroux                                    | Die Tat der Thérèse D.                                 |
| 1963       | Delphine Seyrig                                        | Muriel ou Le temps d’un retour                         | Muriel oder Die Zeit der Wiederkehr                    |
| 1964       | Harriet Andersson                                      | Att älska                                              | Zu lieben                                              |
| 1965       | Annie Girardot                                         | Trois chambres à Manhattan                             | Drei Zimmer in Manhattan                               |
| 1966       | Natalja Arinbassarowa                                  | Первый учитель (Perwy utschitel)                       | Der erste Lehrer                                       |
| 1967       | Shirley Knight                                         | Dutchman                                               | Dutchman                                               |
| 1968       | Laura Betti                                            | Teorema                                                | Teorema – Geometrie der Liebe                          |
| 1969– 1979 | Preis nicht mehr Bestandteil des offiziellen Programms | Preis nicht mehr Bestandteil des offiziellen Programms | Preis nicht mehr Bestandteil des offiziellen Programms |
| 1980– 1982 | Preis nicht vergeben                                   | Preis nicht vergeben                                   | Preis nicht vergeben                                   |
| 1983 ²     | Darling Légitimus                                      | Rue cases nègres                                       | Die Straße der Negerhütten                             |
| 1984 ²     | Pascale Ogier                                          | Les nuits de la pleine lune                            | Vollmondnächte                                         |
| 1985       | Preis nicht vergeben                                   | Preis nicht vergeben                                   | Preis nicht vergeben                                   |
| 1986 ²     | Valeria Golino                                         | Storia d’amore                                         | Die Geschichte einer Liebe                             |
| 1987 ²     | Soo-yeon Kang                                          | 씨받이 (Sibaji)                                        | Die Leihmutter                                         |
| 1988       | Shirley MacLaine                                       | Madame Sousatzka                                       | Madame Sousatzka                                       |
| 1988       | Isabelle Huppert                                       | Une affaire de femmes                                  | Eine Frauensache                                       |
| 1989       | Peggy Ashcroft                                         | She’s Been Away                                        | Eine unwürdige Frau                                    |
| 1989       | Geraldine James                                        | She’s Been Away                                        | Eine unwürdige Frau                                    |
| 1990       | Gloria Münchmeyer                                      | La luna en el espejo                                   | Der Mond im Spiegel                                    |
| 1991       | Tilda Swinton                                          | Edward II                                              | Edward II                                              |
| 1992       | Gong Li                                                | 秋菊打官司 (Qiu Ju da guan si)                         | Die Geschichte der Qiu Ju                              |
| 1993       | Juliette Binoche                                       | Trois couleurs: Bleu                                   | Drei Farben: Blau                                      |
| 1994       | Maria de Medeiros                                      | Três irmãos                                            | Geschwister                                            |
| 1995       | Sandrine Bonnaire                                      | La cérémonie                                           | Biester                                                |
| 1995       | Isabelle Huppert                                       | La cérémonie                                           | Biester                                                |
| 1996       | Victoire Thivisol                                      | Ponette                                                | Ponette                                                |
| 1997       | Robin Tunney                                           | Niagara, Niagara                                       | Niagara, Niagara                                       |
| 1998       | Catherine Deneuve                                      | Place Vendôme                                          | Place Vendôme                                          |
| 1999       | Nathalie Baye                                          | Une liaison pornographique                             | Eine pornografische Beziehung                          |
| 2000       | Rose Byrne                                             | The Goddess of 1967                                    | The Goddess of 1967                                    |
| 2001       | Sandra Ceccarelli                                      | Luce dei miei occhi                                    | Licht meiner Augen                                     |
| 2002       | Julianne Moore                                         | Far from Heaven                                        | Dem Himmel so fern                                     |
| 2003       | Katja Riemann                                          | Rosenstraße                                            | Rosenstraße                                            |
| 2004       | Imelda Staunton                                        | Vera Drake                                             | Vera Drake                                             |
| 2005       | Giovanna Mezzogiorno                                   | La bestia nel cuore                                    | La bestia nel cuore                                    |
| 2006       | Helen Mirren                                           | The Queen                                              | Die Queen                                              |
| 2007       | Cate Blanchett                                         | I’m Not There                                          | I’m Not There                                          |
| 2008       | Dominique Blanc                                        | L’autre                                                | L’autre                                                |
| 2009       | Xenia Rappoport                                        | La doppia ora                                          | Die doppelte Stunde                                    |
| 2010       | Ariane Labed                                           | Attenberg                                              | Attenberg                                              |
| 2011       | Deanie Ip                                              | 桃姐 (Tao Jie)                                         | Tao Jie – Ein einfaches Leben                          |
| 2012       | Hadas Yaron                                            | Lemale et Ha'chalal                                    | An ihrer Stelle                                        |
| 2013       | Elena Cotta                                            | Via Castellana Bandiera                                | k. A.                                                  |
| 2014       | Alba Rohrwacher                                        | Hungry Hearts                                          | Hungry Hearts                                          |
| 2015       | Valeria Golino                                         | Per amor vostro                                        | Per amor vostro                                        |
| 2016       | Emma Stone                                             | La La Land                                             | La La Land                                             |
| 2017       | Charlotte Rampling                                     | Hannah                                                 | Hannah                                                 |
| 2018       | Olivia Colman                                          | The Favourite                                          | The Favourite – Intrigen und Irrsinn                   |
| 2019       | Ariane Ascaride                                        | Gloria Mundi                                           | Gloria Mundi – Rückkehr nach Marseille                 |
| 2020       | Vanessa Kirby                                          | Pieces of a Woman                                      | Pieces of a Woman                                      |
| 2021       | Penélope Cruz                                          | Madres paralelas                                       | Parallele Mütter                                       |
| 2022       | Cate Blanchett                                         | TÁR                                                    | Tár                                                    |
| 2023       | Cailee Spaeny                                          | Priscilla                                              | Priscilla                                              |
| 2024       | Nicole Kidman                                          | Babygirl                                               | Babygirl                                               |

¹ = 1952 wurde die eigentliche Preisträgerin Ingrid Bergman disqualifiziert, da ihre Stimme in dem italienischen Wettbewerbsfilm Europa 51 nachsynchronisiert war.

² = Beste Darstellerin des Festivals wurde nicht mit der Coppa Volpi ausgezeichnet

## Ehemals vergebene Preise

### Bester Nebendarsteller (1993–1996)
| Jahr | Preisträger          | Film                 | Deutscher Titel         |
| ---- | -------------------- | -------------------- | ----------------------- |
| 1993 | Marcello Mastroianni | Un deux trois soleil | Eins, zwei, drei, Sonne |
| 1994 | Roberto Citran       | Il Toro              | k. A.                   |
| 1995 | Ian Hart             | Nothing Personal     | Grenzenloser Haß        |
| 1996 | Chris Penn           | The Funeral          | Das Begräbnis           |

### Beste Nebendarstellerin (1993–1995)
| Jahr | Preisträgerin    | Film                         | Deutscher Titel          |
| ---- | ---------------- | ---------------------------- | ------------------------ |
| 1993 | Anna Bonaiuto    | Dove siete? Io sono qui      | Wo bist du? Ich bin hier |
| 1994 | Vanessa Redgrave | Little Odessa                | Little Odessa            |
| 1995 | Isabella Ferrari | Romanzo di un giovane povero | k. A.                    |

### Bestes Schauspielensemble (1993)
| Jahr | Preisträger                                                                                                  | Film       | Deutscher Titel |
| ---- | --- | ---------- | --------------- |
| 1993 | Andie MacDowell Bruce Davison Jack Lemmon Julianne Moore Jennifer Jason Leigh Lili Taylor Robert Downey, Jr. | Short Cuts | Short Cuts      |